# Trevor Powers
Trevor Powers is een Amerikaans muzikant uit Boise.

## Geschiedenis
Powers leerde pianospelen vanaf zijn zesde jaar. In zijn tienerjaren leerde hij zichzelf gitaarspelen aan. Op latere leeftijd ging hij meer experimenteren met muziek. Tot 2011 studeerde hij nog Engels aan de Boise State University in Boise in de staat Idaho. Later dat jaar bracht hij zijn debuutalbum The Year of Hibernation uit, vrij vertaald als Het jaar van de winterslaap. Het album kreeg die naam omdat Powers het album opnam tijdens de wintervakantie en zich vaak afzonderde tijdens het schrijfproces. De muziek werd bewust in lo-fi opgenomen. Het album werd uitgegeven bij Fat Possum Records. The Year of Hibernation kreeg veel positieve recensies, vooral van alternatieve muziekwebzines zoals Pitchfork Media. Op 1 februari 2016 kondigde hij via Twitter aan met Youth Lagoon te stoppen.
In 2018 en 2020 gaf hij onder zijn eigen naam de albums Mulberry Violence en Capricorn uit. Hierna volgde een moeilijke periode waarin Powers zijn stem kwijtraakte. Dit leidde ertoe dat hij in 2023, toen hij zijn stem weer terug had, een nieuw album uitbracht als Youth Lagoon, Heaven Is a Junkyard.

## Discografie

### Als Youth Lagoon

#### Albums
- The Year of Hibernation, 2011
- Wondrous Bughouse, 2013
- Savage Hills Ballroom, 2015
- Heaven Is a Junkyard, 2023

### Als Trevor Powers

#### Album
- Mulberry Violence, 2018
- Capricorn, 2020

### Hitnoteringen
| Album met hitnotering(en) in de Vlaamse Ultratop 200 albums | Datum van verschijnen | Datum van binnenkomst | Hoogste positie | Aantal weken | Opmerkingen |
| ----------------------------------------------------------- | --------------------- | --------------------- | --------------- | ------------ | ----------- |
| The Year Of Hibernation                                     | 2013                  | 23-03-2013            | 199             | 1*           |             |
| Wondrous bughouse                                           | 2013                  | 30-03-2013            | 106             | 1*           |             |